# Olaus Magni
Olaus Magni (finnisch: Olavi Maununpoika, schwedisch: Olof Magnusson) (* etwa 1405 in Piikkiö; † 24. Februar 1460 in Turku) war Gelehrter und Bischof von Turku in Finnland. 

## Leben
Magni lebte etwa ab der Mitte der 1420er Jahre in Paris und legte dort 1428 sein Examen als Magister ab. Er lehrte danach aristotelische Ethik an der Sorbonne. Er wurde Prokurator und Rezeptor der englisch-deutschen Nation an der Universität. Von 1435 bis 1436 war er ihr Rektor. Er gehörte als Socius zum Theologiekollegium, war Baccalaureus der Theologie und war Theologielehrer.
1436 entsandte die Sorbonne ihn zu König Karl VII. nach Bourges. Er sollte dort dem König die Reue und Untertänigkeit der Universität zusichern. Die Universität hatte sich in der Vergangenheit für eine Verurteilung Jeanne d’Arcs, einer Anhängerin Karls, ausgesprochen. Nachdem Karl als Sieger aus dem Hundertjährigen Krieg hervorgegangen war, sah man sich zu einer solchen Reuebezeugung veranlasst.
1437 nahm Olaus Magni am Konzil von Basel als Vertreter seiner Nation teil.
Magni wurde dann, noch während er sich in Paris aufhielt, zum Archidiakon und Dompropst der Diözese Turku gewählt. Im Jahr 1450 wurde er Bischof von Turku. Er folgte damit seinem Verwandten Magnus Tavast nach. Das Amt versah er bis zu seinem Tod 1460.
Sein Grabmal befindet sich im Dom zu Turku.